# 人馬宮
人馬宮（じんばきゅう）は、黄道十二宮の9番目である。いて座。
獣帯の黄経240度から270度までの領域で、だいたい11月22日（小雪）から12月22日（冬至）の間まで太陽が留まる（厳密には、太陽通過時期はその年ごとに異なる）。
四大元素の火に関係していて、白羊宮・獅子宮と一緒に火のサインに分類される。対極のサインは双児宮である。

## 人馬宮のデータ
- アストロロジカルシンボル -
- ゾディアックシンボル - 半人半馬
- 標準的な期間 - 11月22日-12月21日、場合により、11月23日-12月22日
- 2区分 - 男性
- 3区分 - 変通
- 4区分 - 火
- 居住の座 - 木星。占星術師によってはキロンも人馬宮のルーラーにすることもある。
- 高揚の座 - なし。ただし、ドラゴンテール(降交点)とする場合もある。
- 障害の座 - 水星
- 転落の座 - なし。ただし、ドラゴンヘッド（昇交点）とする場合もある。

## 符号位置
| 記号 | Unicode | JIS X 0213 | 文字参照         | 名称        |
| ---- | ------- | ---------- | ---------------- | ----------- |
| ♐   | U+2650  |            | &#x2650; &#9808; | SAGITTARIUS |